# Ole Bjørn Salvesen
Ole Bjørn Salvesen, född 15 december 1948, är en norsk filmregissör.
Salvesen studerade filmregi på Dramatiska Institutet i Stockholm. Han regisserade flera kortfilmer innan han långfilmsdebuterade med Kalle och änglarna 1993. Filmen tilldelades de nordiska filminstitutens pris för bästa barnfilm vid en festival i Lübeck 1993 och nominerades även till en Guldbagge 1995 i kategorin bästa film.

## Filmografi
- 1993 – Kalle och änglarna